# غاري كينغ (مخرج)
غاري كينغ (بالإنجليزية: Gary King)‏ هو كاتب سيناريو ومخرج أمريكي، ولد في 15 نوفمبر 1972 في روشستر في الولايات المتحدة.

## وصلات خارجية
- الموقع الرسمي
- غاري كينغ على موقع IMDb (الإنجليزية)
- غاري كينغ على موقع ألو سيني (الفرنسية)
- غاري كينغ على موقع أول موفي (الإنجليزية)
- غاري كينغ على موقع قاعدة بيانات الفيلم (الإنجليزية)
- غاري كينغ على موقع كينوبويسك (الروسية)